# Невинни години (филм, 1993)
„Невинни години“ (на английски: The Age of Innocence) е американски романтичен филм филм от 1993 г. на режисьора Мартин Скорсезе. Сценарият, написан от Скорсезе и Джей Кокс, е базиран на едноименния роман на Едит Уортън. Премиерата е на 31 август 1993 г. на кинофестивала във Венеция, а по кината в САЩ филмът тръгва на 17 септември 1993 г.

## Сюжет
През 1870-те години в Ню Йорк джентълменът адвокат Нюланд Арчър планира да се ожени за почтената млада Мей Уеланд. Но в този момент в Ню Йорк след катастрофален брак с разпуснат полски граф се завръща братовчедката на Мей, американската наследница графиня Елън Оленска. Първоначално тя е отхвърлена от обществото и се разпространяват слухове, но тъй като семейството на Мей смело застава до графинята, тя постепенно е приета от най-добрите от старите семейства на Ню Йорк.
Графинята е пренебрегната за светско парти, организирано от семейството ѝ, но с помощта на Арчър тя успява да се завърне в обществото на събитие, организирано от богатия Ван дер Лайдънс. Там тя се запознава с един от утвърдените финансисти в Ню Йорк, Джулиъс Бофорт, който има репутация на рисков играч и човек с разгулни навици. Той започва открито да флиртува с графинята както публично, така и насаме. Арчър обявява преждевременно годежа си с Мей, но когато се запознава с графинята, започва да оценява нейните нетрадиционни възгледи за нюйоркското общество и става все по-разочарован от новата си годеница Мей и нейната невинност, липсата ѝ на лично мнение и себеусещане.
След като графинята обявява намерението си да се разведе със съпруга си, Арчър подкрепя желанието ѝ за свобода, но се чувства принуден да действа от името на семейството и започва да убеждава графинята да остане омъжена. Когато Арчър разбира, че несъзнателно се е влюбил в графинята, той внезапно си заминава на следващия ден, за да се събере отново с Мей и родителите ѝ, които са на почивка в Сейнт Огъстин, Флорида. Арчър моли Мей да побързат със сватбата, но Мей става подозрителна и го пита дали бързането му да се ожени е подтикнато от страха, че се жени за неподходящия човек. Арчър уверява Мей, че тя е любовта на живота му. Когато се връща в Ню Йорк, Арчър се обажда на графинята и признава, че е влюбен в нея, но пристига телеграма от Мей, в която се съобщава, че родителите ѝ са отложили с още датата на сватбата.
След сватбата и медения си месец Арчър и Мей заживяват в Ню Йорк. С течение на времето споменът на Арчър за графинята избледнява. Но когато графинята се завръща в Ню Йорк, за да се грижи за баба си, тя и Арчър възобновяват приятелството си и след това признават любовта си един към друг. Уговарят се да се срещнат тайно, за да осъществят връзката си, но преди изневярата да стане факт, графинята внезапно обявява намерението си да се завърне в Европа.
Две седмици по-късно Мей организира прощално парти за графинята. След като гостите си тръгват, Мей казва на Арчър, че е бременна и признава, че е съобщила на графинята тази новина две седмици по-рано (внушението е, че това е причината графинята да се завърне в Европа, вместо да преследва любовната си връзка с Арчър).
Годините минават: Арчър е на 57, през цялото време е бил любящ баща и верен съпруг. Арчърови имат четири деца. Мей е починала от пневмония и Арчър е скърбял дълбоко. Сгоденият син на Арчър, Тед, го убеждава да пътува до Париж. Тед е уредил да посетят там графиня Оленска. Арчър не я е виждал повече от 25 години. Тед доверява на баща си, че Мей е признала на смъртния си одър, че „... тя знаеше, че сме в безопасност с теб и винаги ще бъдем. Защото веднъж, когато тя те помоли, ти се отказа от това, което искаше най-много.“ Арчър отговаря: „Тя никога не ме е питала.“ Същата вечер пред апартамента на графинята Арчър изпраща сина си сам да я посети. Седейки навън в двора, той си спомня времето, прекарано заедно с нея, и бавно си тръгва.

## В ролите
| Изпълнител        | Роля                 |
| ----------------- | -------------------- |
| Даниъл Дей-Люис   | Нюлънд Арчър         |
| Мишел Пфайфър     | Елен Оленска         |
| Уинона Райдър     | Мей Уелънд           |
| Джералдин Чаплин  | г-жа Уелънд          |
| Майкъл Гоф        | Хенри ван дер Лайден |
| Ричард Грант      | Лари Лефъртс         |
| Мери Бет Хърт     | Реджина Бъфърт       |
| Робърт Шон Ленард | Тед Арчър            |
| Норман Лойд       | г-н Летърблър        |
| Мириам Марголис   | г-жа Мингът          |

## Награди и номинации
| Категория                           | Номиниран(и)                | Резултат                |
| Оскар (21 март 1994 г.)             | Оскар (21 март 1994 г.)     | Оскар (21 март 1994 г.) |
| ----------------------------------- | --------------------------- | ----------------------- |
| Най-добри костюми                   | Най-добри костюми           | награда                 |
| Най-добри декори                    | Най-добри декори            | номинация               |
| Най-добър адаптиран сценарий        | Джей Кокс и Мартин Скорсезе | номинация               |
| Най-добра филмова музика            | Елмър Бърнстийн             | номинация               |
| Най-добра поддържаща женска роля    | Уинона Райдър               | номинация               |
| Награда на БАФТА (1994 г.)          |                             |                         |
| Най-добра актриса в поддържаща роля | Мириам Марголис             | награда                 |
| Най-добри декори                    | Най-добри декори            | номинация               |
| Най-добра кинематография            | Михаел Балхаус              | номинация               |
| Най-добра актриса в поддържаща роля | Уинона Райдър               | номинация               |
| Златен глобус (22 януари 1994 г.)   |                             |                         |
| Най-добра актриса в поддържаща роля | Уинона Райдър               | награда                 |
| Най-добър филм – драма              | Най-добър филм – драма      | номинация               |
| Най-добър режисьор                  | Мартин Скорсезе             | номинация               |
| Най-добра актриса в драматичен филм | Мишел Пфайфър               | номинация               |

## В България
Филмът е излъчван многократно от различни български телевизии, сред които bTV (29 август 2004, със субтитри), Канал 1 (20 април 2008 г., със субтитри), KINO NOVA (25 септември 2018 г., с дублаж в превод на Саша Добрева).